# Politique du siège vide
Ne pas confondre avec Politique de la chaise vide.
 (octobre 2023).
Si vous disposez d'ouvrages ou d'articles de référence ou si vous connaissez des sites web de qualité traitant du thème abordé ici, merci de compléter l'article en donnant les références utiles à sa vérifiabilité et en les liant à la section « Notes et références ».
Après l'échec du blocus de Berlin en 1949, l'Union soviétique dirigée par Staline s'est avisée que son camp ne détenait pas la majorité des voix à l'Organisation des Nations unies, ni à l'Assemblée générale, ni au Conseil de sécurité. Entre autres enjeux se posait la question de la représentation de la Chine, laquelle était alors assurée par les nationalistes du Kuomintang retranchés sur l'île de Taïwan. 
L'URSS a donc tenté de faire pression en bloquant le fonctionnement de cette nouvelle institution internationale. S'appuyant sur la Charte des Nations unies, les Soviétiques considéraient le « droit de veto » comme une contrainte qui permettait que leur vote au Conseil de sécurité soit nécessaire à la prise de toute résolution. Les Soviétiques pensaient de ce fait que leur non-participation aux réunions de cette instance entraverait son bon fonctionnement et sa capacité d'agir. C'est Staline qui a nommé cette position politique du siège vide, expression reprise par la Pravda et ensuite par les grands médias du monde entier. 
Cependant, parmi les autres membres de l'ONU, un relatif consensus s'est fait pour considérer que le droit de veto supposait que l'un des cinq membres permanents pouvait s'opposer à une résolution, mais que son abstention ou son absence lors du vote ne contraignait pas les votants. C'est ainsi que put se décider l'intervention de l'Organisation, en application du chapitre 7 de la Charte, dans la guerre de Corée. 